# تشاك هارمون
تشاك هارمون (بالإنجليزية: Chuck Harmon)‏ هو لاعب كرة قاعدة أمريكي، ولد في 23 أبريل 1924 في واشنطن في الولايات المتحدة، وتوفي في 19 مارس 2019.

## روابط خارجية
- تشاك هارمون على موقع دوري كرة القاعدة الرئيسي (الإنجليزية)
- تشاك هارمون على موقعبيزبول رفرنس.كوم (الدوري الرئيسي) (الإنجليزية)
- تشاك هارمون على موقعبيزبول رفرنس.كوم (الدوري الثانوي) (الإنجليزية)
- تشاك هارمون على موقع إي إس بي إن.كوم (أم.أل.بي) (الإنجليزية)
- تشاك هارمون على موقع مشجعي الرسوم البيانية (الإنجليزية)